# 因斯特克萊帕內山
70°2′S 38°53′E / 70.033°S 38.883°E
因斯特克萊帕內山是南極洲的山峰，位於毛德皇后地的哈拉爾王子海岸，處於呂佐夫-霍爾姆灣東南端的白瀨冰川東岸，挪威製圖師根據該國探險隊拍攝的空中照片繪入地圖。